# Anitta (альбом)
Anitta — дебютный студийный альбом бразильской исполнительницы Анитты, выпущенный 3 июля 2013 года компанией Warner Music. Ему предшествовал сингл «Show das Poderosas», который стал главным хитом в Бразилии в 2013 году. За первые 10 дней после релиза альбома было продано более 40 000 его копий. Альбом имел четыре сингла и принёс Анитте премию бразильского издания «Extra», две победы на бразильской музыкальной премии Multishow Award в 2013 году и номинацию на премию Латинской Грэмми. В рамках продвижения альбома певица выступала на программах «Rede Globo»: «Esquenta!», «Caldeirão do Huck», «Encontro com Fátima Bernardes», «Altas Horas» и «Mais Você».
6 апреля 2013 года Анитта появилась в программе RecordTV «Legendários» и продолжала выступать на телевидении в течение всей весны. «Tá na Mira» был выпущен в качестве третьего сингла 23 апреля 2013 года. Предыдущий сингл, «Show das Poderosas», был выпущен незадолго до «Tá na Mira». В том же месяце музыкальный клип на него достиг 1 миллиона просмотров за одну неделю на YouTube. 21 июня 2013 года Анитта сообщила на своей странице в Facebook, что альбом стал доступен для предварительной продажи в её интернет-магазине, а его обложка была представлена публике 2 июля 2013 года.

## Создание и запись
После того, как Анитта привлекла внимание DJ Ренато Азеведо (известного как Batutinha), записав кавер-версию песни Присциллы Ночетти «Soltinha» и разместив её на своем канале YouTube, она была приглашена Азеведо на прослушивание. Он решил поработать с ней, увидев, как она танцует на шпильках.
Первоначально Анитта начала работала с компанией Furacão 2000, но в июне 2012 года менеджер Камилла Фиальо заплатила около $260 000 штрафа (за расторжение контракта с Furacão 2000), чтобы стать менеджером Анитты. Фиальо устроила показ с музыкантами и танцорами, вложила средства в образ Анитты и представила альбом продюсерам Умберто Таваресу и Манозинье. В феврале 2013 года Анитта подписала контракт с Warner Music и выпустила «Meiga e Abusada», первый сингл с альбома, который изначально планировался к выпуску в сентябре 2013 года.
В феврале 2013 года Анитта начала работать над альбомом с продюсерским коллективом в студии. По словам Вагнера Вианны, художественного руководителя Warner Music, «ребята несколько ночей не спали. Анитта высказывала множество замечаний, но это не создавало трудностей». В этот период Анитта одна написала песни «Show das Poderosas» и «Tá na Mira», и звукозаписывающая компания решила выпустить первую из них в качестве второго сингла альбома. В связи с её успехом, релиз альбома был перенесён на 20 июня 2013 года. Согласно журналу Caras, на обложке альбома Анитта изображена на «коричневом фоне, руки раскинуты, а её имя написано с розовым блеском на изображении». Анитта рассказала этому журналу, что коричневый фон символизирует взлеты и падения, через которые она прошла, а блеск на её имени — это успех, которого она достигла со своим первым альбомом.

## Музыка и тексты песен
Альбом включал чистые ритмы и экспериментировал с различными музыкальными жанрами, такими как поп, данс-поп, электропоп, дабстеп, ритм-энд-блюз, регги и фанк-кариока. Тексты песен были посвящены преимущественно силе женственности и соблазнения, с феминистскими и чувственными темами, подобными песням Бейонсе, Рианна, Кэти Перри и Келли Кей.

## Релиз и продвижение
После релиза сингла "Meiga e Abusada " в начале 2013 года, выпуск альбома был запланирован на сентябрь того же года. 16 апреля Warner Music Group выпустила второй сингл, имевший коммерческий успех и достигший высшей позиции в «Billboard Brasil Hot 100 Airplay». В итоге лейбл решил перенести релиз альбома на 6 июля 2013 года. Он поступил в предпродажу на iTunes 2 июля и в тот же день занял первое место в интернет-магазине. Одновременно с этим у Анитты было три песни в чарте iTunes: сингл и акустические версии композиций "Show das Poderosas "и «Não Para». «Proposta» была выпущена в качестве рекламного сингла ещё 16 января 2012 года, хотя у певицы не было контракта на её запись, песня была впоследствии включена в трек-лист. Релиз песни «Menina Má» состоялся 12 августа 2012 года в качестве рекламного сингла, с музыкальным клипом производства Mais UP Produtora. Первоначально планировавшийся как второй сингл, «Tá na Mira» была в конечном итоге заменена «Show das Poderosas», а «Tá na Mira» была выпущена в рамках промоушена предстоящего альбома 23 апреля 2013 года. «Eu Sou Assim» был включен в саундтрек теленовеллы «В семье» (порт. Em Família), шедшей в Бразилии в прайм-тайм.

### Синглы
«Meiga e Abusada» была впервые выпущена 6 июля 2012 года в виде цифровой дистрибуции. Клип на песню, в котором также приняла участие Майра Карди (бывшая звезда Big Brother Brasil), появился на YouTube 18 декабря 2012 года, но в качестве сингла песня была выпущена почти два месяца спустя. В клипе Карди предстаёт одетой как сексуальная горничная, подавая ужин «боссу» и его семье. В звуковом плане трек можно сравнить со стилем такой исполнительницы, как Кэти Перри, он был записан в студии в Ботафого, к югу от Рио-де-Жанейро. Съёмками музыкального видео руководил Блейк Фарбер, который также снимал клипы для Бейонсе. Первая часть клипа была снята в Лас-Вегасе и в Нью-Йорке, где Анитту можно увидеть играющей в казино.
«Show das Poderosas» была выпущена 16 апреля 2013 года и стала прорывным хитом Анитты. Песня собрала более 130 миллионов просмотров, и было продано более 50 000 её цифровых копий только в Бразилии. Лирическое видео было выпущено 5 июля 2013 года. Музыкальное видео было записано за несколько месяцев до выхода трека в виде сингла. Анитте принадлежат все авторские права на эту песню. «Não Para» была выпущена 2 июля 2013 года в качестве третьего сингла и сменила «Show das Poderosas» в iTunes top spot. Она дебютировал на шестой позиции в чарте Brazilian Digital Songs с 690 проданными копиями. Официальный клип на песню был впервые показан на ТВ-программе «Fantástico» 7 июля 2013 года. Релиз композиции «Zen» состоялся 4 ноября 2013 года. В 2014 году она была номинирована на премию Латинской Грэмми за лучшую бразильскую песню.

### Промосинглы
«Proposta» была выпущена 16 января 2012 года, «Menina Má» — спустя ровно месяц с «Show das Poderosas» в дополнение. Релиз «Tá na Mira» состоялся 23 апреля 2013 года. Мини-альбом с тем же названием, содержащий «Meiga e Abusada» и эксклюзивные песни, был выпущен семь дней спустя

## Критика
| Оценки критиков        | Оценки критиков |
| Источник               | Оценка |
| ---------------------- | --- |
| Audiograma             | [ 15 ] |
| Fita Bruta             | [ 16 ] |
| G1                     | Positive |
| ItPOP                  | [ 18 ] |
| Notas Musicais         | [ 19 ] |
| Que Delícia Né, Gente? | 6,5 из 10 звёзд · 6,5 из 10 звёзд · 6,5 из 10 звёзд · 6,5 из 10 звёзд · 6,5 из 10 звёзд · 6,5 из 10 звёзд · 6,5 из 10 звёзд · 6,5 из 10 звёзд · 6,5 из 10 звёзд · 6,5 из 10 звёзд |
| Verbloose              | 6,5 из 10 звёзд · 6,5 из 10 звёзд · 6,5 из 10 звёзд · 6,5 из 10 звёзд · 6,5 из 10 звёзд · 6,5 из 10 звёзд · 6,5 из 10 звёзд · 6,5 из 10 звёзд · 6,5 из 10 звёзд · 6,5 из 10 звёзд |

Альбом получил смешанные отзывы со стороны музыкальных критиков. Джон Перейра из «Audiogram» назвал его стереотипным поп-альбомом, но в целом неплохим. Юри де Кастро из «Fita Bruta» сравнил Анитту с Келли Кей и Претой Жил.
Браулио Лоренц с сайта «G1» утверждал, что в своём первом альбоме Анитта пытается показать, что уже достойна того, чтобы заключить контракт с большой звукозаписывающей компанией, учитывая её потенциал и превзойти ряд ведущих бразильских исполнителей. Лоренц охарактеризовал треки с альбома как «липкие и свистящие», и что Анитта стремится «объединить в себе поп-музыку Бейонсе (поклонницей которой она всегда себя называла), Кэти Перри (отсылкой к которой заметна в клипе „Meiga e Abusada“) и современных бразильских певцов, отдалённых от студий, таких как Келли Кей.» Гильерме Тинтел сказал для «ItPOP», что альбом представляет собой компиляцию образцов песен Бейонсе и что он злоупотребляет лёгкими стихами и содержит запоминающиеся ритмы фанк-кариоки.

## Список композиций
| №                   | Название                    | Автор(ы)                               | Продюсеры                                 | Длительность |
| ------------------- | --------------------------- | -------------------------------------- | ----------------------------------------- | ------------ |
| 1.                  | «Show das Poderosas»        | Larissa Machado                        | Umberto Tavares Mãozinha                  | 2:30         |
| 2.                  | «Meiga e Abusada»           | Machado Jeferson Junior Cláudia Régina | Larissa Machado Batutinha Umberto Tavares | 3:49         |
| 3.                  | «Tá na Mira»                | Umberto Tavares                        | Batutinha                                 | 2:51         |
| 4.                  | «Zen»                       | Machado Tavares Junior                 | Batutinha                                 | 2:45         |
| 5.                  | «Achei»                     | Machado Tavares Junior                 | Tavares Mãozinha                          | 2:41         |
| 6.                  | «Menina Má»                 | Machado                                | Tavares Mãozinha                          | 2:55         |
| 7.                  | «Príncipe de Vento»         | Machado Tavares Junior                 | Batutinha Machado Junior Tavares          | 2:29         |
| 8.                  | «Não Para»                  | Machado                                | Machado Tavares Mãozinha                  | 3:13         |
| 9.                  | «Eu Sou Assim»              | Machado Tavares Junior                 | Batutinha Tavares                         | 3:03         |
| 10.                 | «Fica Só Olhando»           | Batutinha                              | Batutinha                                 | 2:46         |
| 11.                 | «Proposta»                  | Batutinha                              | Tavares Mãozinha Batutinha                | 2:47         |
| 12.                 | «Cachorro Eu Tenho em Casa» | Machado Tavares Junior                 | Tavares Mãozinha                          | 2:31         |
| 13.                 | «Som do Coração»            | Machado                                | Machado Mãozinha                          | 3:18         |
| Общая длительность: | Общая длительность:         | Общая длительность:                    | Общая длительность:                       | 43:08        |

| №                   | Название                              | Автор(ы)            | Producer(s)         | Длительность |
| ------------------- | ------------------------------------- | ------------------- | ------------------- | ------------ |
| 14.                 | «Eu Vou Ficar»                        | Batutinha           | Tavares Mãozinha    | 2:59         |
| 15.                 | «Show das Poderosas (headshot remix)» | Machado             | Tavares Mãozinha    | 2:20         |
| Общая длительность: | Общая длительность:                   | Общая длительность: | Общая длительность: | 48:28        |

## Чарты
| Чарты (2013)            | Высшая позиция |
| ----------------------- | -------------- |
| Brazilian Albums (ABPD) | 1              |

## Сертификации
| Регион | Сертификация | Продажи  |
| --- | ------------ | -------- |
| Бразилия (ABPD) | Платиновый   | 100,000* |
| * Данные о продажах приведены только на основе сертификации. ^ Данные о тиражах приведены только на основе сертификации. |              |          |